# Bemanntes Raumfahrtprogramm der Volksrepublik China

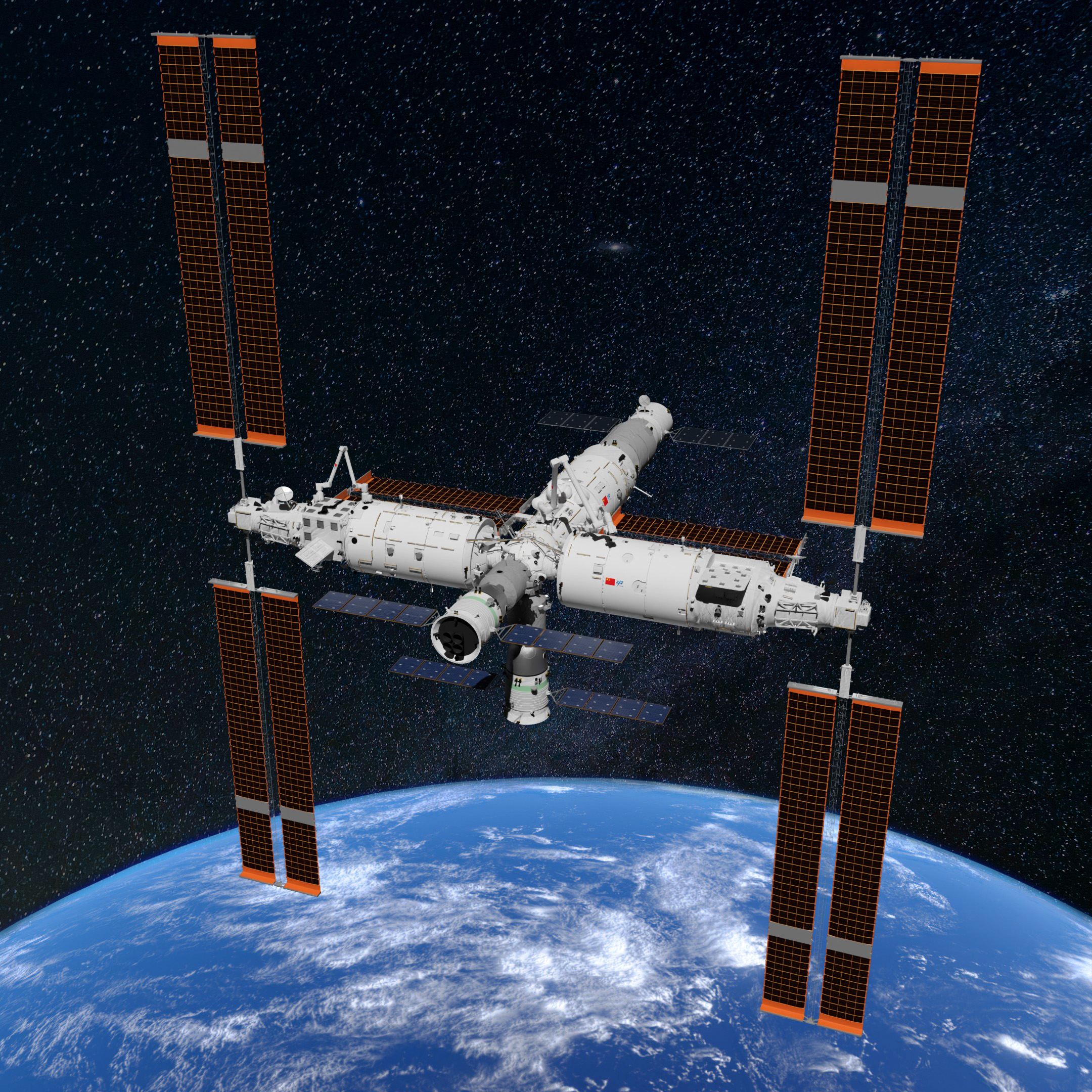
Künstlerische Darstellung der Chinesischen Raumstation

Das Bemannte Raumfahrtprogramm der Volksrepublik China (chinesisch 中國載人航天工程 / 中国载人航天工程, Pinyin Zhōngguó Zàirén Hángtiān Gōngchéng) oder Projekt 921, wegen der englischen Bezeichnung China Manned Space im Ausland oft als „CMS“ abgekürzt, wird vom Büro für bemannte Raumfahrt (中国载人航天工程办公室, China Manned Space Agency bzw. CMSA) bei der Abteilung für Waffenentwicklung der Zentralen Militärkommission koordiniert. Bestandteile des Programms sind bislang die Shenzhou-Raumschiffe für bemannte Flüge in der Erdumlaufbahn, ein Mehrzweckraumschiff für Personen-, Fracht und kombinierten Personen-Fracht-Transport, das unbemannte Tianzhou-Versorgungsraumschiff, die Tiangong-Raumlabors und die Chinesische Raumstation. Der erste chinesische Raumfahrer, Yang Liwei, hob am 15. Oktober 2003 zu einem 21-stündigen Flug in die Umlaufbahn ab. Direktor des Büros für bemannte Raumfahrt ist seit dem 12. Juli 2018 Hao Chun (郝淳), stellvertretender Direktor seit September 2018 Großoberst Lin Xiqiang (林西强, * 1974).

## Vorgeschichte und Planung
Qian Xuesen, der Vater der chinesischen Raumfahrt, arbeitete schon früh an Konzepten für bemannte Raumschiffe. Eine der Schlüsseltechnologien hierbei war die sichere Rückführung der Raumfahrer zur Erde. Daher entwickelte er 1965 den „Drei-Satelliten-Plan“, der neben einem Satelliten im niederen Orbit (Dong Fang Hong I) und einem Kommunikationssatelliten im geostationären Orbit (Dong Fang Hong II) auch einen zur Erde zurückkehrenden Satelliten vorsah.
Noch im August 1965 begann bei der Chinesischen Akademie der Wissenschaften eine Gruppe unter der Leitung von Zhao Jiuzhang und Qian Ji (钱骥, 1917–1983) mit der Entwicklung eines Satelliten, der unbeschadet zur Erde zurückkehren konnte. Bei diesem Projekt, das den Arbeitstitel „Chinesischer Rückkehrsatellit“ (中国返回式卫星, Pinyin Zhōngguó Fǎnhuí Shì Wèixīng) trug, war eine Fallschirmlandung auf festem Land vorgesehen. Die insgesamt 22 Satelliten der später „Bahnbrecher“ genannten Serie, die zwischen 1975 und 2005 gestartet wurden, ähnelten bereits den Rückkehrkapseln der heutigen Shenzhou-Raumschiffe, wenngleich ihre Wiedereintrittskapsel mit 1,5 m um einen Meter kürzer war als die des Raumschiffs.
Nachdem am 4. Januar 1965 das „5. Forschungsinstitut des Verteidigungsministeriums“ ausgelagert worden war und als „Siebtes Ministerium für Maschinenbauindustrie“ (第七机械工业部, Pinyin Dì Qī Jīxiè Gōngyè Bù) selbstständig agieren konnte, verfasste man dort einen „Zehnjahresplan für die Entwicklung chinesischer Satelliten“ (发展中国人造卫星事业的十年规划). In dem Dokument war auch von bemannten Raumschiffen die Rede, die damals nach der Waffe des Affenkönigs Sun Wukong den Namen „Tausendstein-Knüppel“ (千钧棒, Pinyin Qiān Jūn Bàng) trugen.
Analog zum amerikanischen, 1963 eingestellten Dyna-Soar-Programm war die Qianjunbang 1 war als Aufklärungsraumschiff für 2, 3 oder 5 Raumfahrer konzipiert, die Qianjunbang 2 als Jagdraumschiff für 2, 3 oder 5 Raumfahrer (neben den USA befand man sich damals auch im Konflikt mit der Sowjetunion). Als Trägerrakete war eine Interkontinentalraketen-Variante namens Dongfeng 6 mit einer Nutzlast von 6 Tonnen angedacht, die 1969 oder 1970 einsatzfähig sein sollte, gefolgt von einer zivilen Rakete namens Langer Marsch 10 mit einer Nutzlast von 50–150 Tonnen, einsatzbereit 1975, mit der man eine bemannte Mondlandung versuchen wollte (zum Vergleich: die Saturn V konnte am Ende 133 Tonnen Nutzlast in den Orbit befördern).
Angesichts der wirtschaftlichen und technischen Möglichkeiten Chinas in den 1960er Jahren waren diese Pläne illusorisch. Was tatsächlich begonnen wurde, was das Shuguang-Projekt, wegen des Genehmigungsdatums 14. Juli 1970 auch „Projekt 714“ genannt, bei dem ein verkleinerter Nachbau des amerikanischen Gemini-Raumschiffs mit der in Entwicklung befindlichen Trägerrakete Langer Marsch 2 ins All befördert werden sollte. Die am 5. November 1974 tatsächlich gestartete Changzheng 2A hatte eine Nutzlastkapazität von 2 Tonnen, während das Gemini-Raumschiff 3,8 Tonnen wog. Es wäre nicht möglich gewesen, diesen Raumschifftyp so weit zu verkleinern, dass er auf die Rakete gepasst hätte (zum Vergleich: die heutigen Shenzhou-Raumschiffe wiegen knapp 8 Tonnen). Im Mai 1972 wurde auch dieser Versuch einer Sprunginnovation beendet.
Neben der Raumschiffkonstruktion war bereits 1958 am damaligen Institut für Biophysik der Akademie der Wissenschaften die „Forschungsgruppe Hochatmosphärenphysiologie“ (高空生理研究组) gebildet worden, die sich mit der Entwicklung von Lebenserhaltungssystemen für in Raketen mitfliegenden Lebewesen befassen sollte. 1960 wurde die Forschungsgruppe auf Anweisung der Staatliche Kommission für Entwicklung und Reform zum „Forschungslabor für Weltraumbiologie“ (宇宙生物研究室) erweitert. Nachdem am 19. Juli 1964 mit der zweistufigen Höhenforschungsrakete T-7A vom Startplatz Guangde in Anhui acht Mäuse auf einem suborbitalen Flug bis in eine Höhe von 70 km geschickt worden waren, führte das Forschungslabor eine Reihe von weiteren Experimenten durch, bei denen das Verhalten und die Lebensfunktionen von Tieren bei der starken Beschleunigung während des Starts sowie in der Schwerelosigkeit untersucht wurden. Am 1. und 5. Juni 1965 wurden zunächst Ratten und Mäuse als Versuchstiere verwendet, am 15. Juli 1966 der Hund Xiaobao (小豹) und am 28. Juli 1966 die Hündin Shanshan (珊珊).
Alle Tiere überstanden die Flüge wohlbehalten, die Hunde wurden später gepaart und gebaren gesunde Welpen.

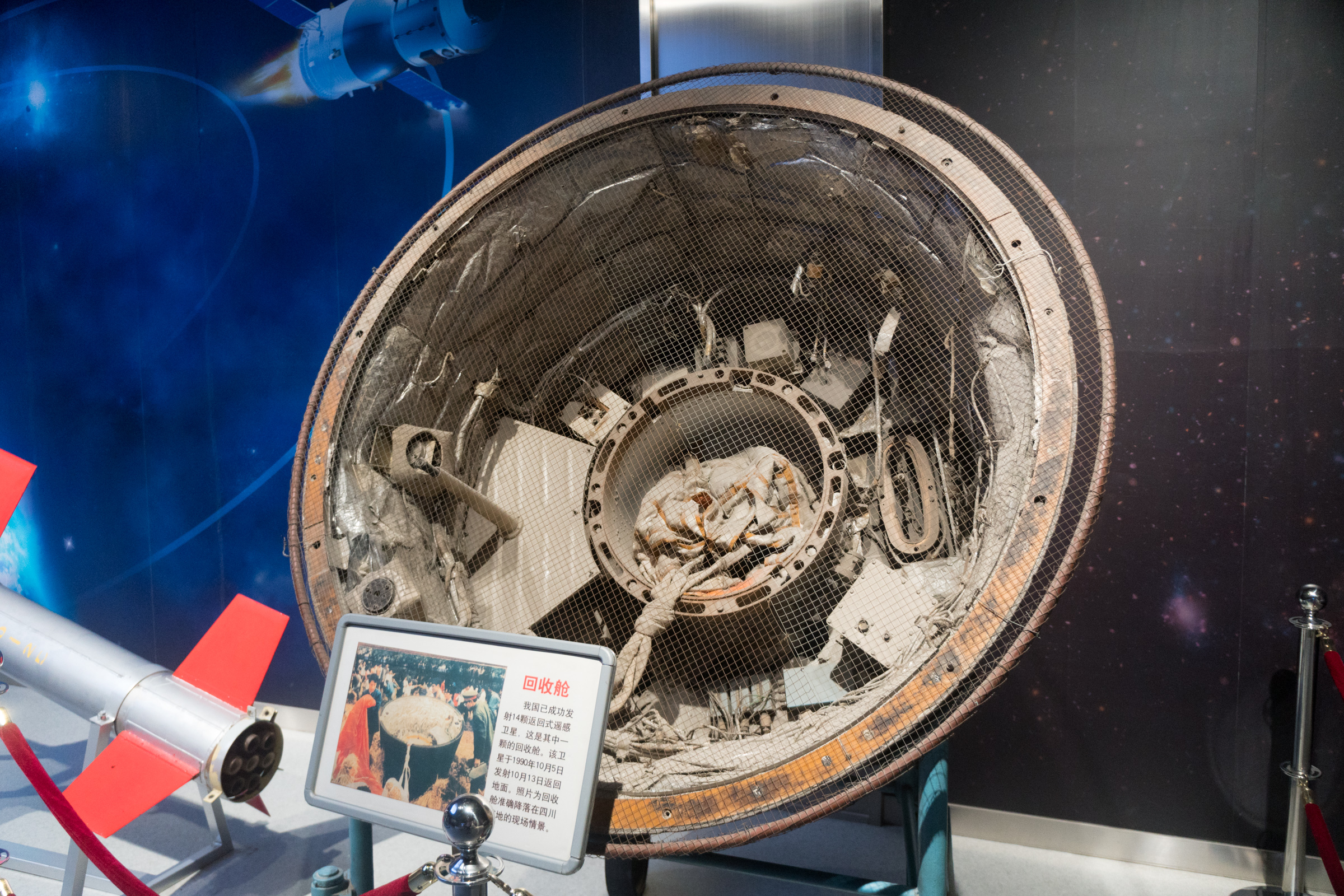
Das Innere des Mäusesatelliten

Der erste tatsächliche Raumflug chinesischer Tiere fand vom 5. bis zum 13. Oktober 1990 mit zwei weißen Mäusen statt. Sie befanden sich in einem Rückkehrsatelliten vom Typ „Bahnbrecher-1“, der mit Lebenserhaltungssystemen einschließlich eines Fütterungsmechanismus für den achttägigen Flug ausgestattet war, und landeten wohlbehalten wieder in China.
Dieses Experiment wurde, nach Genehmigung durch die Kommission für Wissenschaft, Technik und Industrie für Landesverteidigung, bereits aus Mitteln des „Programms 863“, also des im März 1986 unter Deng Xiaoping gestarteten Nationalen Programms zur Förderung von Hochtechnologie finanziert. Für die Fördergenehmigung war zunächst eine Begutachtung durch eine Expertenkommission nötig. Einer der Experten in der für das Fachgebiet Raumfahrt – da es der zweite der damals sieben Förderbereiche war, auch „863-2“ genannt – zuständigen Gutachterkommission war seit 1987 Wang Yongzhi, Absolvent des Moskauer Staatlichen Luftfahrtinstituts und Fachmann für die Konstruktion von Träger- und Interkontinentalraketen.
Es gab damals unter den Experten verschiedene Ansichten, wie man nun weiter verfahren sollte.
Auf einer Sitzung am 8. Januar 1992 einigte man sich schließlich darauf, dass das Ziel der weiteren Entwicklung eine Raumstation sein sollte, wozu als erster Schritt ein bemanntes Raumschiff zu konstruieren war, ein Zwischenziel, das den damaligen wirtschaftlichen und technischen Möglichkeiten Chinas angemessen war (die Vorgabe war, dass das Projekt von China allein, ohne jegliche Unterstützung von außen durchführbar war).
Bemannte Mondflüge wurden kurz andiskutiert, dann jedoch ausgeschlossen. Am 17. Januar 1992 wurde bei der Kommission für Wissenschaft, Technik und Industrie für Landesverteidigung, kurz „Wehrtechnik-Kommission“, eine „Arbeitsgruppe Machbarkeitsstudie bemanntes Raumfahrtprogramm“ (载人飞船工程可行性论证组) eingerichtet, zu deren Leiter Wang Yongzhi bestimmt wurde. Die Gruppe erarbeitete relativ schnell besagte Machbarkeitsstudie, sowohl was die technischen Probleme als auch die Finanzierbarkeit des Unterfangens anging. Prinzipiell sollte das Projekt in drei Phasen ablaufen:
1. Start zweier unbemannter und eines bemannten Raumschiffs, Durchführung von wissenschaftlichen Experimenten
2. Meisterung der Technologie für Außenbordeinsätze und Rendezvous-Manöver; Start eines kurzzeitig bewohnten Weltraumlabors
3. Bau einer 20 Tonnen schweren, langfristig besetzten Raumstation[17]

Der Plan wurde dem Ständigen Ausschuss des Politbüros der Kommunistischen Partei Chinas vorgelegt, der ihn, nach positivem Votum von Jiang Zemin, am 21. September 1992 billigte. Anschließend wurde beim Zentralkomitee der Kommunistischen Partei Chinas, dem Staatsrat der Volksrepublik China und der Zentralen Militärkommission ein formaler Antrag eingereicht, die „Bitte um Anweisung betreffs der Aufnahme der Entwicklungsarbeiten für ein chinesisches bemanntes Raumschiff“ (关于开展我国载人飞船工程研制的请示), also die Phase 1.
Die drei Institutionen folgten der in der Kopfzeile des Antrags vermerkten Empfehlung des Politbüros und gaben die Mittel für die erste Phase frei. Wegen des Beginns der konkreten Planungsphase im Januar 1992 ist das Programm auch als „Projekt 921“ bekannt, die erste Phase entsprechend als „Projekt 921-1“. Zum politisch-organisatorischen Kommandanten des bemannten Raumfahrtprogramms (中国载人航天工程总指挥) wurde im November 1992 General Ding Henggao (丁衡高, * 1931), der Leiter der Wehrtechnik-Kommission, ernannt, Technischer Direktor des Programms (中国载人航天工程总设计师) wurde zum selben Zeitpunkt Wang Yongzhi. Im Februar 2005 genehmigte das Politbüro unter dem neuen Generalsekretär Hu Jintao die zweite Phase des bemannten Raumfahrtprogramms (Projekt 921-2), am 25. September 2010 dann, erneut nach expliziter Befürwortung durch Hu Jintao, den „Plan einer bemannten Raumstation“ (载人空间站工程实施方案), kurz „Projekt 921-3“.
Für das bemannte Raumfahrtprogramm war zunächst die Kommission für Wissenschaft, Technik und Industrie für Landesverteidigung zuständig. Als diese im April 1998 in zivile Hände überging, übernahm das neugegründete Hauptzeugamt der Volksbefreiungsarmee die Verantwortung für die bemannte Raumfahrt. Personelle Kontinuität war dadurch gewährleistet, dass General Cao Gangchuan, der bisherige Leiter der Wehrtechnik-Kommission, die Leitung des Hauptzeugamts übernahm. Ähnliches geschah am 1. Januar 2016, als das Hauptzeugamt im Rahmen der Tiefgreifenden Reform der Landesverteidigung und des Militärs aufgelöst und großenteils in die Abteilung für Waffenentwicklung der Zentralen Militärkommission überführt wurde. General Zhang Youxia, bislang Leiter des Hauptzeugamts, wurde Leiter der Abteilung für Waffenentwicklung und blieb gleichzeitig Kommandant des bemannten Raumfahrtprogramms.
Am 15. Oktober 2019 wurde beim bemannten Raumfahrtprogramm mit dem Eintritt in das „Zeitalter der Raumstation“, also dem offiziellen Beginn der dritten Phase des Programms, zusätzlich der Posten eines Chefwissenschaftlers (中国载人航天工程空间科学首席专家) geschaffen. Erster Inhaber dieser Stelle wurde Gu Yidong (顾逸东, * 1946), 1999–2003 Direktor des Nationalen Zentrums für Weltraumwissenschaften der Chinesischen Akademie der Wissenschaften und, da er von 1995 bis 2008 Technischer Direktor des Nutzlastsystems (siehe unten) gewesen war, mit den Abläufen beim bemannten Raumfahrtprogramm zutiefst vertraut.

## Organisationsstruktur

### Kommandant und Technischer Direktor
Bei der technischen Leitung des bemannten Raumfahrtprogramms herrscht eine große Kontinuität. Wang Yongzhi blieb von 1992 bis 2006 Technischer Direktor. Dann übernahm Zhou Jianping, bis dahin Technischer Direktor des Kosmodromsystems in Jiuquan (siehe unten), das Amt, in dem er am 15. Oktober 2019 bestätigt wurde.
Kommandant ist dagegen ein politischer Posten, der immer vom Leiter der jeweils für das bemannte Raumfahrtprogramm zuständigen Dienststelle der Volksbefreiungsarmee eingenommen wird. Strategische Entscheidungen müssen dem Staatsrat der Volksrepublik China zur Genehmigung vorgelegt werden.
|  | General Ding Henggao 丁衡高 * 1931  | 1992–1996 | Leiter der Wehrtechnik-Kommission                                                  |
|  | General Cao Gangchuan 曹刚川 * 1935 | 1996–2002 | bis 1998 Leiter der Wehrtechnik-Kommission, dann Leiter des Hauptzeugamts          |
|  | General Li Jinai 李继耐 * 1942      | 2002–2004 | Leiter des Hauptzeugamts                                                           |
|  | General Chen Bingde 陈炳德 * 1941   | 2004–2007 | Leiter des Hauptzeugamts                                                           |
|  | General Chang Wanquan 常万全 * 1949 | 2007–2012 | Leiter des Hauptzeugamts                                                           |
|  | General Zhang Youxia 张又侠 * 1950  | 2012–2017 | bis 2016 Leiter des Hauptzeugamts, dann Leiter der Abteilung für Waffenentwicklung |
|  | General Li Shangfu 李尚福 * 1958    | 2017–2023 | Leiter der Abteilung für Waffenentwicklung                                         |
|  | General Xu Xueqiang 许学强 * 1962   | 2023 –    | Leiter der Abteilung für Waffenentwicklung                                         |

Alle wichtigen Fragen werden vom Kommandanten und dem Technischen Direktor in gemeinsamen Sitzungen entschieden, wobei der Kommandant ursprünglich mit sechs Stellvertretern mehr Gewicht hatte als der Technische Direktor mit zwei Stellvertretern. Da in der dritten Phase des bemannten Raumfahrtprogramms mit dem Bau der Chinesischen Raumstation die technischen Herausforderungen um ein Mehrfaches zunahmen, mit einer durch die häufigeren Missionen bedingten höheren Arbeitsdichte und der durch die längeren Aufenthalte der Raumfahrer gesteigerten Wahrscheinlichkeit für Unfälle, wurde am 15. Oktober 2019 die Stellung des Technischen Direktors gestärkt. Statt zwei hatte er nun acht Stellvertreter und konnte somit die politische Führung überstimmen. Bei den an jenem Tag ernannten Stellvertretern des Technischen Direktors handelte es sich um Ingenieure aus den „Systemen“ (siehe unten) des Programms.
Mitte Juli 2023 sah die Führungsebene des bemannten Raumfahrtprogramms folgendermaßen aus:
| General Xu Xueqiang (许学强, * 1962)    | Kommandant                   | General der Luftwaffe                                                                                           |
| Zhang Kejian (张克俭, * 1961)           | Stellvertretender Kommandant | Physiker, seit 2018 Direktor der Nationalen Raumfahrtbehörde Chinas                                             |
| Yin Hejun (阴和俊, * 1963)              | Stellvertretender Kommandant | Nachrichtentechnikingenieur, seit 2020 stellvertretender Präsident der Chinesischen Akademie der Wissenschaften |
| Wu Yansheng (吴燕生, * 1963)            | Stellvertretender Kommandant | Elektroingenieur, seit 2018 Vorstandsvorsitzender der China Aerospace Science and Technology Corporation        |
| Yuan Jie (袁洁, * 1965)                 | Stellvertretender Kommandant | Raumfahrtingenieur, seit 2020 Vorstandsvorsitzender der China Aerospace Science and Industry Corporation        |
| Wang Haibo (王海波, * 1969)             | Stellvertretender Kommandant | Betriebswirt, seit 2023 Vorstandsvorsitzender der China Electronics Technology Group Corporation                |
| Zhou Jianping                           | Technischer Direktor         | Raumfahrtingenieur                                                                                              |
| Generalmajor Yang Liwei                 | Stellv. Technischer Direktor | Kampfpilot, Raumfahrer                                                                                          |
| Dong Nengli (董能力)                    | Stellv. Technischer Direktor | Raumfahrtingenieur                                                                                              |
| Großoberst Deng Yibing (邓一兵, * 1966) | Stellv. Technischer Direktor | Nachrichtentechnikingenieur                                                                                     |
| Tang Yihua (唐一华, * 1962)             | Stellv. Technischer Direktor | Triebwerksingenieur                                                                                             |
| Zhang Bainan                            | Stellv. Technischer Direktor | Werkstoffingenieur                                                                                              |
| Zhang Hailian (张海联)                  | Stellv. Technischer Direktor | Werkstoffingenieur                                                                                              |
| Gu Yidong (顾逸东, * 1946)              | Chefwissenschaftler          | Technischer Physiker                                                                                            |

### Büro für bemannte Raumfahrt
Unter der Führung der Doppelspitze aus Kommandant und Technischem Direktor arbeitet seit 1993 das Büro für bemannte Raumfahrt (中国载人航天工程办公室, Pinyin Zhōngguó Zàirén Hángtiān Gōngchéng Bàngōngshì, CMSA), die der Abteilung für Waffenentwicklung der Zentralen Militärkommission unterstehende Entsprechung zur Nationalen Raumfahrtbehörde (国家航天局, Pinyin Guójiā Hángtiānjú, CNSA) beim Ministerium für Industrie und Informationstechnik, welche sich nur mit unbemannter Raumfahrt befasst. Die China Manned Space Agency ist nach innen für die Organisation des bemannten Raumfahrtprogramms zuständig, für die Zuteilung der Aufgaben an die beteiligten Firmen. So übernimmt zum Beispiel beim Shenzhou-Raumschiff die Chinesische Akademie für Weltraumtechnologie die Herstellung des Orbitalmoduls und der Rückkehrkapsel, während die Shanghaier Akademie für Raumfahrttechnologie das Servicemodul baut.
Außerdem ist die CMSA für die langfristige Planung des bemannten Raumfahrtprogramms, für die Ausarbeitung eines Forschungsplans, für die Qualitätskontrolle und die Verwaltung zuständig. Nach außen hin repräsentiert das Büro für bemannte Raumfahrt in Verhandlungen mit den Raumfahrtbehörden anderer Länder die chinesische Regierung und ist zuständig für internationale Kooperationsprojekte und wissenschaftlichen Austausch.

### Nationale Kommission für Standardisierung der Technik in der bemannten Raumfahrt
Dem Büro für bemannte Raumfahrt nicht direkt unterstellt, sondern gemeinsam mit der Staatlichen Marktüberwachungsbehörde (国家市场监督管理总局) betrieben ist die Nationale Kommission für Standardisierung der Technik in der bemannten Raumfahrt (全国载人航天标准化技术委员会). Die am 31. März 2023 für die einen Monat vorher begonnene Nutzungs- und Erweiterungsphase der Chinesischen Raumstation und das Bemannte Monderkundungsprogramm neu gewählte Kommission besteht aus 45 Mitgliedern und wird von Zhou Jianping, dem Technischen Direktor des bemannten Raumfahrtprogramms geleitet. Das Sekretariat der Kommission ist beim Forschungsinstitut 512 der Chinesischen Akademie für Weltraumtechnologie angesiedelt, wo Informationen über nationale und internationale Raumfahrtaktivitäten gesammelt werden.

### Systeme
Auf der Arbeitsebene ist das bemannte Raumfahrtprogramm in ursprünglich sieben, heute 14 Aufgabenbereiche, sogenannte „Systeme“ (系统) unterteilt. Ähnlich wie beim gesamten Programm besitzt jeder der Unterbereiche einen – oft von der Volksbefreiungsarmee gestellten – Kommandanten (总指挥) und einen Technischen Direktor (总设计师). Für jeden der Bereiche gibt es eine hauptverantwortliche Dienststelle oder Firma (总体单位):
- Raumfahrersystem (航天员系统, Pinyin Hángtiānyuán Xìtǒng)

Das Raumfahrersystem steht unter der Verantwortung des Chinesischen Raumfahrer-Ausbildungszentrums in Peking. Dort werden die chinesischen Raumfahrerinnen und Raumfahrer aus den zahlreichen Bewerbern ausgewählt und ausgebildet sowie die für eine gegebene Mission jeweils am besten geeigneten Raumfahrer bestimmt. Sowohl während der Ausbildung als auch während einer Mission ist das Raumfahrersystem für die medizinische Überwachung und Betreuung der Raumfahrer zuständig, wofür am Chinesischen Raumfahrer-Ausbildungszentrum Telemetriegeräte entwickelt wurden, dazu noch ein 10 kg schwerer und 100.000 Yuan Raumanzug für Start und Landung
sowie der 120 kg schwere und 30 Millionen Yuan teure Feitian-Anzug für bis zu acht Stunden dauernde Außenbordeinsätze.
- Nutzlastsystem (空间应用系统, Pinyin Kōngjiān Yìngyòng Xìtǒng)

Das Nutzlastsystem steht unter der Verantwortung des Zentrums für Projekte und Technologien zur Nutzung des Weltalls der Chinesischen Akademie der Wissenschaften in Peking. Besagtes Zentrum wurde 1993 gegründet und führte seit der Shenzhou-2-Mission 2001 mehr als 50 Forschungsprojekte im Weltall durch, wofür mehr als 500 Nutzlasten entwickelt und gebaut wurden. Die auf den Raumschiffen und den Tiangong-Raumlabors durchgeführten Experimente reichen von Biotechnologie, Studien zu Flüssigkeitsverhalten und Verbrennung in der Mikrogravitation, Materialwissenschaft und Werkstofftechnik bis zu weltraumbasierter Astronomie und dem Studium des Weltraumwetters.
- Raumschiffsystem (载人飞船系统, Pinyin Zàirén Fēichuán Xìtǒng)

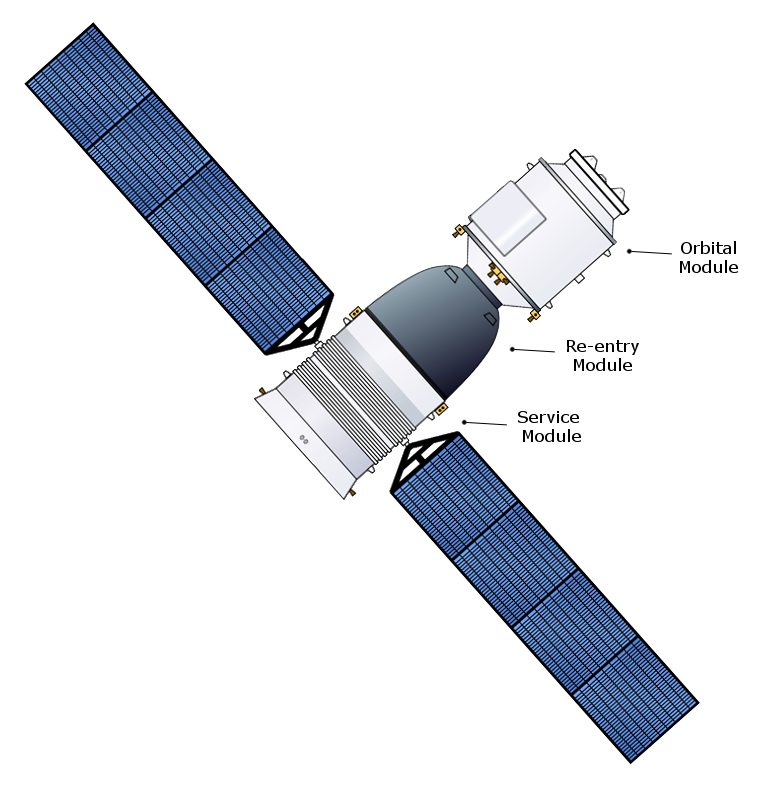
Shenzhou-Raumschiff

Das Raumschiffsystem steht unter der Verantwortung der Chinesischen Akademie für Weltraumtechnologie in Peking und befasst sich mit der Herstellung der Shenzhou-Raumschiffe, die seit 2019 bzw. Shenzhou 12 in Serie gefertigt werden.
Unter der Führung der Akademie für Weltraumtechnologie baut die Shanghaier Akademie für Raumfahrttechnologie das Servicemodul des Raumschiffs, und das Chinesische Raumfahrer-Ausbildungszentrum ist für das Lebenserhaltungssystem zuständig.
Das ebenfalls unter Führung der Akademie für Weltraumtechnologie entwickelte Bemannte Raumschiff der neuen Generation befindet sich noch in der Erprobung und absolvierte im Mai 2020 erfolgreich seinen ersten, unbemannten Testflug.
- Frachtersystem (货运飞船系统, Pinyin Huòyùn Fēichuán Xìtǒng)

Das Frachtersystem steht ebenfalls unter der Verantwortung der Chinesischen Akademie für Weltraumtechnologie, hat aber beim bemannten Raumfahrtprogramm einen eigenen Kommandanten und einen eigenen Technischen Direktor. Dieses System ist zuständig für die Entwicklung und Herstellung des Versorgungsraumschiffs Tianzhou, das dazu dient, Versorgungsgüter und Geräte für wissenschaftliche Experimente zu einer Raumstation zu transportieren, diese zu betanken und in angedocktem Zustand als Materiallager zu dienen. Anders als das Raumschiff der neuen Generation, das ebenfalls als Frachter dienen kann, ist das Tianzhou-Raumschiff nicht wiederverwendbar, sondern verglüht, zusammen mit gegebenenfalls von der Raumstation aufgenommenem Abfall, in der Atmosphäre.
- Raumlaborsystem (空间实验室系统, Pinyin Kōngjiān Shíyànshì Xìtǒng)

Das Raumlaborsystem unter der Verantwortung der Chinesischen Akademie für Weltraumtechnologie und war zuständig für Entwicklung und Bau der Raumlabors Tiangong 1 und Tiangong 2. Hierbei handelte es sich um Prototypen für die modulare Raumstation, mit denen die Technologien für Rendezvous- und Koppelungsmanöver erprobt werden sollten. Wechselnde Besatzungen bewohnten die beiden Raumlabors für jeweils einige Wochen, mit langen Pausen dazwischen, wobei das Wiederhochfahren der Lebenserhaltungssysteme getestet wurde. Beim Büro für bemannte Raumfahrt bestehen derzeit keine Pläne, ein weiteres kleines Weltraumlabor in die Umlaufbahn zu schicken, das Raumlaborsystem als organisatorische Einheit existierte jedoch im Jahr 2022 immer noch. Langfristig ist geplant, im Erde-Mond-Raum ein „integriertes Innovations- und Entwicklungsgebiet“ aufzubauen (地月空间融合创新发展).
- Raumstationsystem (空间站系统, Pinyin Kōngjiānzhàn Xìtǒng)

Das im Oktober 2010 eingerichtete Raumstationsystem unter der Verantwortung der Chinesischen Akademie für Weltraumtechnologie koordinierte zunächst den Bau der Chinesischen Raumstation. Das Kernmodul mit den Wohnquartieren wurde am 29. April 2021 ins All gebracht, am 3. November 2022 war die Raumstation nach Erweiterung um zwei Wissenschaftsmodule fertiggestellt. In der Betriebsphase ist das Raumstationsystem nun für alle Aktivitäten in und an der Raumstation zuständig. Es überwacht, wo Vorräte und Ersatzteile eingelagert werden und organisiert größere Projekte wie die Montage eines Teleskopspiegels oder eines orbitalen Sonnenkraftwerks mit den mechanischen Armen der Station.
- Optiksystem (光学舱系统, Pinyin Guāngxuécāng Xìtǒng)

Das Optiksystem ist zuständig für das Weltraumteleskop Xuntian. Es steht ebenfalls unter der Verantwortung der Chinesischen Akademie für Weltraumtechnologie und hat mit Zhang Bainan denselben Technischen Direktor wie das Raumschiffsystem. Das eine ähnliche Auflösung wie Hubble, aber ein 200-mal so großes Sichtfeld besitzende Teleskop
kostet mehr als 10 Milliarden Yuan (so viel wie der Flugzeugträger Liaoning) und treibt damit die Herstellungskosten für die Raumstation auf 40 Milliarden Yuan. Etwa noch einmal dieselbe Summe wird benötigt, um die Raumstation über ihre geplante Lebensdauer von 10 Jahren betreiben zu können.
Neben der Finanzierung aus dem Fonds für Nationale wissenschaftlich-technische Großprojekte wird das Weltraumteleskop und sein Bodensegment auch von der Nationalen Stiftung für Naturwissenschaften unterstützt.
Abgesehen von den astronomischen Beobachtungen – man hofft, in den 10 Jahren 40 % des Himmels fotografieren zu können – dient das Teleskop auch zum Üben von Wartungsarbeiten im Orbit. Es besitzt einen eigenen Antrieb und kann zum Tanken an die Raumstation andocken. Dann können die Raumfahrer auch Reparaturen und Maßnahmen zur Leistungsverstärkung des Teleskops durchführen. Mit den hierbei erprobten Techniken sollen in Zukunft aufgegebene aber noch verwendbare Satelliten wieder in Betrieb genommen werden. Die Volksrepublik China hat alte Satelliten im Wert von mehreren Milliarden Yuan im Orbit, die für eine solche Behandlung in Frage kämen.
- Changzheng-2F-Trägerraketensystem (长征二号F运载火箭系统, Pinyin Chángzhēng Èrhào F Yùnzài Huǒjiàn Xìtǒng)

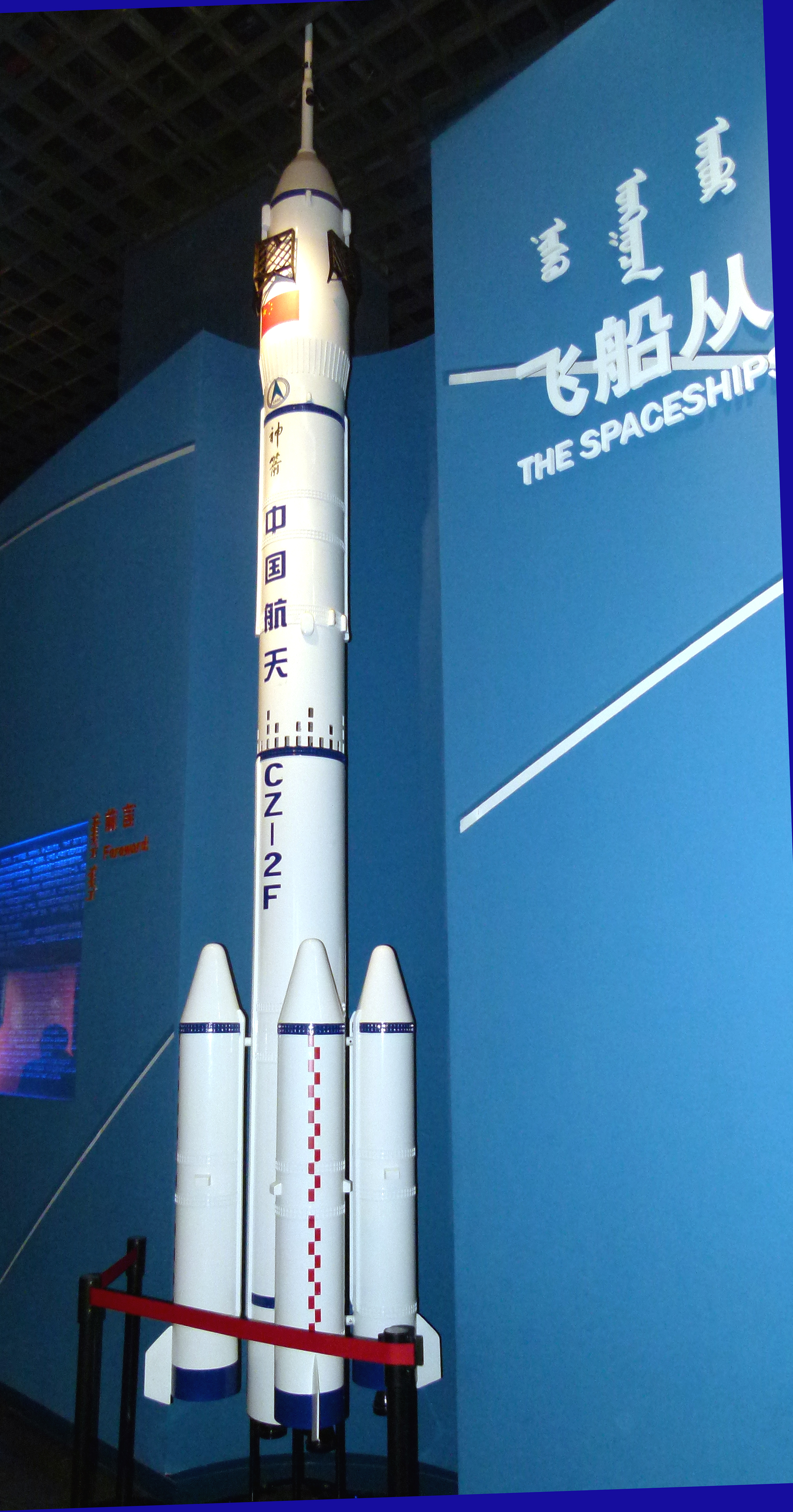
Changzheng 2F

Das gleich nach dem Start des „Projekts 921“ noch 1992 eingerichtete Changzheng-2F-Trägerraketensystem steht unter der Verantwortung der Chinesischen Akademie für Trägerraketentechnologie in Peking und ist zuständig für den Bau der Trägerrakete Changzheng 2F. Bei dieser auf der Basis der Changzheng 2E entwickelten und von Anfang an für bemannte Missionen gedachten Rakete wurden zur Erhöhung der Zuverlässigkeit und Sicherheit redundante Systeme eingeführt und die zweite Stufe strukturell verstärkt; seit dem unbemannten Testflug mit Shenzhou 3 am 25. März 2002 besitzt die Changzheng 2F eine Rettungsrakete an der Spitze. Die Rakete mit einem Durchmesser von 2,4 m besitzt eine auskragende Nutzlastverkleidung mit einem Durchmesser von 3,8 m für den Transport eines Shenzhou-Raumschiffs oder 4,2 m für die Tiangong-Weltraumlabors.
- Changzheng-7-Trägerraketensystem (长征七号运载火箭系统, Pinyin Chángzhēng Qīhào Yùnzài Huǒjiàn Xìtǒng)

Das 2009 eingerichtete Changzheng-7-Trägerraketensystem steht ebenfalls unter der Verantwortung der Akademie für Trägerraketentechnologie, die bei der Entwicklung der umweltfreundlichen Flüssigsauerstoff-Kerosin-Triebwerke von der Akademie für Flüssigkeitsraketentriebwerkstechnik in Xi’an unterstützt wird.
Die von der Changzheng Raketenbau GmbH (天津航天长征火箭制造有限公司), einer Tochtergesellschaft der Akademie für Trägerraketentechnologie, in Tianjin hergestellte, mittelschwere Changzheng-7-Trägerrakete startet vom Kosmodrom Wenchang auf Hainan. Sie kann auch Satelliten in die Umlaufbahn befördern, ist aber im Zusammenhang mit dem bemannten Raumfahrtprogramm für den Start des Versorgungsraumschiffs Tianzhou und in Zukunft auch von Shenzhou-Raumschiffen gedacht.
- Changzheng-5B-Trägerraketensystem (长征五号B运载火箭系统, Pinyin Chángzhēng Wǔhào B Yùnzài Huǒjiàn Xìtǒng)

Das Changzheng-5B-Trägerraketensystem unter der Verantwortung der Akademie für Trägerraketentechnologie befasst sich speziell mit der schweren Trägerrakete Changzheng 5B. Mit einer maximalen Nutzlast von 25 Tonnen, die in eine erdnahe Umlaufbahn gebracht werden können, ist dies bis zur Indienststellung der Changzheng 10 (siehe unten) die stärkste Trägerrakete Chinas. Sie ist speziell dazu gedacht, die Module für die Chinesische Raumstation in den Orbit zu befördern.
Aufgrund ihres Durchmessers von 5 m, der einen Bahntransport unmöglich macht, kann die – wie die Changzheng 7 in Tianjin hergestellte – Changzheng 5B nur vom Kosmodrom Wenchang aus starten.
Am 5. Mai 2020 absolvierte die Rakete erfolgreich ihren ersten Testflug mit dem Raumschiff der neuen Generation.
- Jiuquansystem (酒泉发射场系统, Pinyin Jiǔquán Fāshèchǎng Xìtǒng)

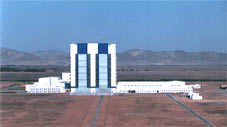
Raumfahrzeugmontagegebäude des Kosmodroms Jiuquan

Das 1998 auf dem Kosmodrom Jiuquan eingerichtete Jiuquansystem mit der Startrampe 91 (91号发射阵地), auch bekannt als „South Launch Complex“, steht unter der Verantwortung des Kosmodroms, der Kommandant des Kosmodroms, Generalmajor Zou Lipeng (邹利鹏, * 1965), ist gleichzeitig Kommandant des Systems. Das Jiuquansystem des bemannten Raumfahrtprogramms ist zuständig für Endmontage, Test und Start von Trägerraketen, Raumschiffen und Nutzlasten. Zahlreiche der Tests, ebenso wie die Betankung, werden nicht direkt an der Rakete durchgeführt, sondern per Fernsteuerung vom Kontrollzentrum des Kosmodroms aus.
- Hainansystem (海南发射场系统, Pinyin Hǎinán Fāshèchǎng Xìtǒng)

Analog zum Jiuquansystem steht das Hainansystem unter der Verantwortung des Kosmodroms Wenchang. Sein Kommandant ist Generalleutnant Zhang Zhenzhong (张振中, * 1961), bis Juli 2016 Kommandant des Kosmodroms, dann, nach dem erfolgreichen Erststart der Trägerrakete Changzheng 7 am 25. Juni 2016, Stellvertretender Kommandeur der Raketenstreitkräfte der chinesischen Volksbefreiungsarmee.
Das Hainansystem ist verantwortlich für Test und Start von Trägerraketen, Raumschiffen, den Komponenten für die modulare Raumstation sowie deren Nutzlasten.
- Landeplatzsystem (着陆场系统, Pinyin Zhuólùchǎng Xìtǒng)

Das Landeplatzsystem steht unter der Verantwortung des Satellitenkontrollzentrums Xi’an, sein Kommandant ist Generalmajor Yu Peijun (余培军, * 1966), seit 2017 Kommandant des Satellitenkontrollzentrums.
Bis 2016 diente ein 2000 km² großes Gebiet in der Amghulang-Steppe etwa 80 km nördlich von Hohhot als Hauptlandeplatz für bemannte Landungen. Nach einem erfolgreichen Test bei der Mission Shenzhou 12 wurde 2021 der Ostwind-Landeplatz unweit des Kosmodroms Jiuquan – bislang nur ein Ausweichlandeplatz – zum neuen Primärlandeplatz für bemannte Missionen erklärt.
Für den Fall von Problemen bis 160 Sekunden nach dem Start besitzen die Shenzhou-Raumschiffe eine Rettungsrakete, die die Rückkehrkapsel, nachdem sie von der Trägerrakete abgesprengt wurde, aus der Gefahrenzone trägt. Für diesen, bislang nicht eingetretenen Fall sind am Ostwind-Landeplatz in der Nähe des Kosmodroms, in Yinchuan, Yulin und Handan, also entlang des Weges einer mit der Erdumdrehung nach Osten gestarteten Rakete, jeweils zwei Hubschrauber mit Rettungsmannschaften stationiert, die schnell bei einer notgelandeten Kapsel sein können.
Fall es während der Brennzeit der 2. Stufe der Changzheng 2F Probleme gibt, wird das Raumschiff hinter dem Servicemodul von der Rakete abgetrennt, das für solche Fälle über eine Tonne Treibstoff verfügt. Da die Marine der Volksrepublik China nur über eine begrenzte Zahl von Schiffen verfügt, wurden im Pazifik auf einer Strecke von 5200 km drei Landezonen ausgewiesen, von Lianyungang am Gelben Meer bis zu einem Seegebiet südöstlich von Guam, wo Rettungsschiffe warten. Bei einem Notfall über dem Meer wird das Triebwerk im Servicemodul gezündet und das Raumschiff begibt sich auf einer vorprogrammierten Flugbahn zur nächstgelegenen Landezone. Ein Shenzhou-Raumschiff kann 24 Stunden auf dem Meer treiben, danach kann für die Sicherheit der Besatzung nicht mehr garantiert werden. Abgesehen davon gibt es in Asien, Afrika, Ozeanien, Süd- und Nordamerika noch 10 ausgewiesene Gebiete für Notlandungen auf festem Land, die unbesiedelt und baumlos sind, ohne Hochspannungsleitungen ab 110 kV und mit einer Geländeneigung von weniger als 15°, so dass sich die Landekapsel nicht mehr als fünfmal überschlägt.
- Steuerungs- und Kommunikationssystem (测控通信系统, Pinyin Cèkòng Tōngxìn Xìtǒng)

Das Steuerungs- und Kommunikationssystem steht unter der Verantwortung des Raumfahrtkontrollzentrums Peking, sein Technischer Direktor ist Dong Guangliang, der Leiter des Forschungsinstituts für Bahnverfolgungs- und Kommunikationstechnik der Strategischen Kampfunterstützungstruppe der Volksbefreiungsarmee. Die Aufgabe dieses Systems besteht primär in Bahnverfolgung und Steuerung der vom Büro für bemannte Raumfahrt betreuten Raumflugkörper. Zu diesem Zweck besitzt das Steuerungs- und Kommunikationssystem drei Kontrollzentren: das Raumfahrtkontrollzentrum Peking, das Satellitenkontrollzentrum Xi’an und das Kontrollzentrum des Kosmodroms Jiuquan. Dazu kann das System noch auf die Bodenstationen und Bahnverfolgungsschiffe des Satellitenkontrollzentrums Xi’an sowie auf die ab 2008 gestarteten Relaissatelliten der Tianlian-Serie zurückgreifen. Das Steuerungs- und Kommunikationssystem ist auch für die Warnung vor Gefahren durch Weltraummüll zuständig. Hierfür betreibt das Satellitenkontrollzentrum Xi’an zusammen mit der Chinesischen Akademie der Wissenschaften das Forschungszentrum für die Beobachtung von Zielen und Trümmerstücken im Weltraum mit Hauptsitz in Nanjing und für die Beobachtung von Weltraumschrott fest eingeteilten Teleskopen an astronomischen Observatorien in ganz China.

## Kosten und Nutzen
Im Rahmen der 14 Systeme arbeiten gut 110 Forschungsinstitute, Universitäten, Militärbasen und Hochtechnologiefirmen direkt für das bemannte Raumfahrtprogramm der Volksrepublik China, dazu kommen noch einmal mehr als 3000 Zulieferbetriebe aus den Sektoren Luftfahrt, Schiffsbau, Maschinenbau, Elektronik, Chemie, Metallurgie und Textilwesen. Insgesamt nehmen mehrere hunderttausend Männer und Frauen an Entwicklung, Bau und Prüfung bemannter Raumflugkörper teil; an der Shenzhou-5-Mission, dem ersten bemannten Raumflug Chinas, waren mehrere zehntausend Fachleute direkt beteiligt.
Vom Start des Programms am 21. September 1992 bis zum Abschluss der Shenzhou-6-Mission am 16. Oktober 2005 gab die chinesische Regierung fast 20 Milliarden Yuan für die bemannte Raumfahrt aus, wovon allerdings knapp die Hälfte in den Aufbau von Infrastruktur ging, die auch anderweitige genutzt wird, so zum Beispiel das Raumfahrtkontrollzentrum Peking oder das chinesische Tiefraum-Netzwerk für das Mondprogramm der Volksrepublik China. Von 2006 bis zum Ende der Raumlabor-Mission Shenzhou 10 am 26. Juni 2013 waren weitere 19 Milliarden Yuan aufgelaufen.
Xu Dazhe, seinerzeit Stellvertretender Generaldirektor der China Aerospace Science and Technology Corporation, bezifferte am 1. Dezember 2005 die Kosten für Entwicklung, Bau und Start der Shenzhou-Raumschiffe mit etwas über 10 Milliarden Yuan.
Angesichts der Tatsache, dass damals eine große Schale Nudelsuppe mit Rindfleisch, das Grundnahrungsmittel des chinesischen Bauarbeiters, rund 3 Yuan kostete, war das sehr viel Geld. General Ding Henggao, der erste Kommandant des bemannten Raumfahrtprogramms, war sich dieser Problematik bewusst und machte den Ingenieuren daher die Vorgabe, Chinas bemanntes Raumschiff unbedingt größer und besser zu machen als die russischen Sojus-Raumschiffe, um die enormen Kosten des Programms vor der Bevölkerung rechtfertigen zu können.
Anders als beim Mondprogramm, wo von Anfang an festgeschrieben war, dass es um Erkundung und Abbau von Bodenschätzen auf dem Erdtrabanten ging, waren im bemannten Raumfahrtprogramm zunächst keine wissenschaftlichen oder wirtschaftlichen Ziele definiert. Es handelte sich um ein reines Ingenieurprojekt, das vom Politbüro der KPCh an den staatlichen Gremien vorbei beschlossen und vom Staatsrat erst nachträglich genehmigt wurde. Die dahinterstehende Motivation erläuterte Generalleutnant Zhu Zengquan (朱增泉, * 1940), stellvertretender Politkommissar des seinerzeit für die bemannte Raumfahrt zuständigen Hauptzeugamts der Volksbefreiungsarmee, am 17. Oktober 2003, zwei Tage nach dem Erstflug Yang Liweis:
Die Erfolge der bemannten Raumfahrt werden zwangsläufig und in sehr großem Maße den Nationalstolz und den Zusammenhalt in der Bevölkerung stärken. Damit hat sie eine wichtige politische Bedeutung und einen großen gesellschaftlichen Nutzeffekt – sie verleiht auch allen anderen staatlichen Unterfangen eine neue Dynamik.
Bei jener Gelegenheit fügte Wang Yongzhi, der Technische Direktor des bemannten Raumfahrtprogramms hinzu, dass auf den Shenzhou-Raumschiffen durchaus auch wissenschaftliche Experimente betrieben wurden. Er und seine Kollegen hatten das Orbitalmodul des Raumschiffs so entworfen, dass es nach der Rückkehr der Raumfahrer zur Erde noch mindestens ein halbes Jahr (in der Praxis wesentlich länger) in der Umlaufbahn bleiben und ferngesteuerte Nutzlasten dort arbeiten konnten.
Als fast zwanzig Jahre später Wang Xiang (王翔) von der Chinesischen Akademie für Weltraumtechnologie, der Kommandant des Raumstationsystems, den Sinn und Zweck der bemannten Raumfahrt erläuterte, wählte er ähnliche Wort wie einst Zhu Zengquan. Wang schrieb, dass die bemannte Raumfahrt eine Verkörperung des nationalen Willens sei und in den Menschen den nationalen Geist entfachen würde. Als Ingenieur wies er im Weiteren auch darauf hin, dass die bemannte Raumfahrt ein Antrieb für wissenschaftlich-technischen Fortschritt sei.
Die Kosten für das bemannte Raumfahrtprogramm sind seit 2005 – auch unter Berücksichtigung der Inflation – nicht geringer geworden. So kosteten zum Beispiel Entwicklung und Bau der modularen Raumstation rund 40 Milliarden Yuan, so viel wie der neue Flugzeugträger Shandong. Auch dieses Projekt hat eine starke politische Komponente, allerdings nicht mehr nur nach innen – heute unter dem Schlagwort „Vierfaches Selbstvertrauen“ – sondern vor allem als Mittel der chinesischen Außenpolitik im Rahmen der Neuen Seidenstraße.
Yang Liwei hatte bereits 2003 im Raumschiff Shenzhou 5 zusammen mit der chinesischen auch die Flagge der Vereinten Nationen geschwenkt, und die Nutzlasten für die geplante Raumstation wurden nun in Zusammenarbeit mit dem Büro der Vereinten Nationen für Weltraumfragen ausgewählt, wobei Entwicklungsländer schon in den Regeln der Ausschreibung besonders berücksichtigt wurden:
This opportunity is open to all Member States of the United Nations, with particular attention to developing countries. Public and private organizations with a scientific orientation and fundamental capabilities are eligible to apply. Two or more organizations from developed and developing countries are encouraged to submit a joint application.
Bemerkenswert hierbei ist, dass den Betreibern der Nutzlasten kaum Kosten entstehen. Start, bei zurückkehrenden Nutzlasten Bergung, sowie Telemetrie und Betreuung durch die Besatzung auf der Raumstation wird allein von China getragen. Nur Entwicklung und Bau der Nutzlasten müssen von den Betreibern selbst bezahlt werden, wobei China technische Hilfestellung anbietet.

## Internationale Zusammenarbeit
Pakistan unterstützt bereits seit der Shenzhou-9-Mission 2012 mit seiner Bodenstation Karatschi das bemannte Raumfahrtprogramm der Volksrepublik China – die Bahn der Rückkehrkapseln führt immer über Pakistan und Westtibet zum Landeplatz in der Inneren Mongolei. Am Rande des 2. Seidenstraßengipfels in Peking (25.–27. April 2019)
traf sich nun Hao Chun, der Direktor des Büros für bemannte Raumfahrt, mit Generalmajor Amer Nadeem (عامر ندیم), dem Direktor der Space and Upper Atmosphere Research Commission (SUPARCO, die nationale Raumfahrtbehörde Pakistans) und unterzeichnete mit ihm am 27. April 2019 ein „Abkommen über die Zusammenarbeit bei bemannten Raumfahrtaktivitäten“ (关于载人航天飞行活动的合作协定). Über wechselseitige Konsultationen und Notenwechsel wurden in den folgenden Monaten die Mechanismen für eine konkrete Zusammenarbeit vereinbart. Als formale Trägerorganisation der Kooperation wurde die „Gemeinsame Kommission für chinesisch-pakistanische Zusammenarbeit bei der bemannten Raumfahrt“ (中巴载人航天合作联委会) gegründet, die von den jeweiligen Direktoren der CMSA und der SUPARCO gemeinsam geleitet wird. Unterhalb der Führungsebene hat die Gemeinsame Kommission drei Arbeitsgruppen:
- Raumfahrttechnologische Experimente
- Weltraumwissenschaftliche Experimente und wissenschaftliche Ausbildung
- Auswahl und Ausbildung von Raumfahrern sowie gemeinsame Raumflüge

Vom 17. bis 19. Dezember 2019 besuchte eine pakistanische Delegation unter der Leitung von Amer Nadeem die Volksrepublik China, wo in Peking die erste Sitzung der Gemeinsamen Kommission stattfand. Anschließend begab man sich nach Tianjin. Dort wurde den pakistanischen Besuchern das Zentrum für Endmontage, Integration und Prüfung der Chinesischen Akademie für Weltraumtechnologie gezeigt, wo gerade das Kernmodul der neuen Raumstation seiner Vollendung entgegenging.
Außerdem zeigte man den Besuchern in Tianjin die Werkstatt für Endmontage und Prüfung der schweren Trägerraketen Changzheng 5 und Changzheng 7, die die Chinesische Akademie für Trägerraketentechnologie dort herstellt,
dazu noch das Chinesische Raumfahrer-Ausbildungszentrum und das Zentrum für Projekte und Technologien zur Nutzung des Weltalls der Chinesischen Akademie der Wissenschaften in Peking.
In einer Rede bei einem Gipfeltreffen mit den Staatsoberhäuptern des Golf-Kooperationsrats am 9. Dezember 2022 in Riad, Saudi-Arabien, bot Präsident Xi Jinping den arabischsprachigen Golfstaaten ebenfalls eine Zusammenarbeit bei Auswahl und Ausbildung von Raumfahrern sowie gemeinsame Missionen auf der Chinesischen Raumstation an.

## Wichtige Missionen der CMSA
| Name                                      | Startjahr | Kurzbeschreibung                                       | Ergebnis |
| ----------------------------------------- | --------- | ------------------------------------------------------ | -------- |
| Shenzhou 1                                | 1999      | Unbemannter Testflug                                   | Erfolg   |
| Shenzhou 5                                | 2003      | Erstes bemanntes Raumschiff                            | Erfolg   |
| Tianlian 1A                               | 2008      | Erster Relaissatellit                                  | Erfolg   |
| Shenzhou 7                                | 2008      | Erster Außenbordeinsatz                                | Erfolg   |
| Tiangong 1                                | 2011      | Erstes Raumlabor                                       | Erfolg   |
| Shenzhou 9                                | 2012      | Erste Chinesin im Weltall                              | Erfolg   |
| Shenzhou 10                               | 2012      | Erster Mandschu im Weltall                             | Erfolg   |
| Tiangong 2                                | 2016      | Zweites Raumlabor                                      | Erfolg   |
| Tianzhou 1                                | 2017      | Erstes Versorgungsraumschiff                           | Erfolg   |
| Bemanntes Raumschiff der neuen Generation | 2020      | Unbemannter Testflug                                   | Erfolg   |
| Tianhe                                    | 2021      | Kernmodul der Raumstation                              | Erfolg   |
| Shenzhou 13                               | 2021      | Erste Chinesin im Außenbordeinsatz                     | Erfolg   |
| Wentian                                   | 2022      | Wissenschaftsmodul der Raumstation                     | Erfolg   |
| Mengtian                                  | 2022      | Wissenschaftsmodul der Raumstation                     | Erfolg   |
| Shenzhou 16                               | 2023      | Erste Mannschaft mit Bordingenieur und Nutzlastexperte | Erfolg   |

## Bemanntes Monderkundungsprogramm

### Übersicht

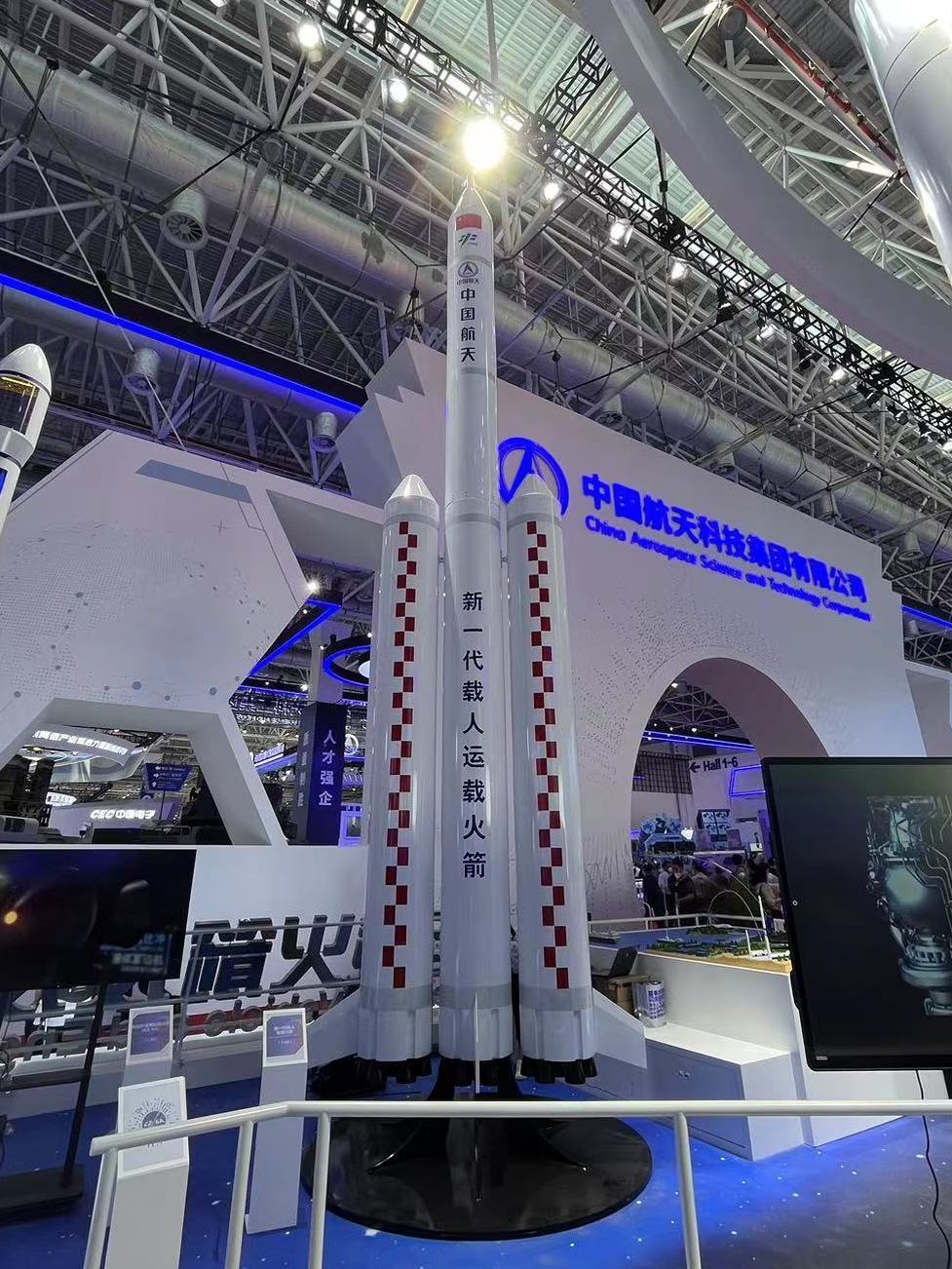
Modell der Trägerrakete Langer Marsch 10

Das Bemannte Monderkundungsprogramm (载人月球探测工程), für das eigens die Trägerrakete Langer Marsch 10 entwickelt wurde, besteht Stand 2023 aus vier Schritten, für die bei eventuellem Misslingen mehrere Versuche benötigt werden:
- Unbemannte Umkreisung mit der Landefähre
- Unbemannte Umkreisung mit dem Raumschiff, unbemannte Landung der Landefähre
- Umkreisung mit drei Personen, Ankoppeln an die Landefähre, probeweises Umsteigen von zwei Personen in die Landefähre, unbemannte Landung, Rückstart der Landefähre mit Bodenproben
- Anflug mit drei Personen, Landung von zwei Personen[102]

Der Erstflug der Changzheng 10 ist für 2027 geplant , schließlich eine bemannte Mondlandung für 2030.
Hierbei wird mit einer Changzheng 10 zunächst die Mondlandefähre ohne Besatzung gestartet und in eine Umlaufbahn um den Mond gebracht. Wenn die korrekte Umlaufbahn bestätigt ist, startet etwa 3 bis 6 Monate später mit einer zweiten Changzheng 10 das bemannte Raumschiff der neuen Generation mit drei Personen und koppelt in der Mondumlaufbahn an die Landefähre an.
Zwei Raumfahrer steigen in die Fähre um. Die Landefähre koppelt ab, das Raumschiff wartet in der Mondumlaufbahn. Die vier Schritte des Programms sind so angelegt, dass mit der für Raumschiff und Landefähre gleichermaßen verwendeten Trägerrakete – wie einst bei der Changzheng 2F – vor dem ersten bemannten Flug (der zweite Teil des 3. Schritts) vier unbemannte Flüge durchgeführt werden.
Die Bauart der beim Start insgesamt 26 t schweren Fähre, an der Huang Zhen (黄震, * 1982) und seine Gruppe junger Ingenieure seit dem erfolgreichen Testflug des bemannten Raumschiffs der neuen Generation im Mai 2020 mit Priorität arbeiten, ähnelt der des Raumschiffs, mit einem Antriebsmodul und einem kombinierten Wohn- und Wiederaufstiegsmodul. Nach dem Abkoppeln senkt die Landefähre ihren Orbit ab und bremst mit dem Haupttriebwerk ihres Antriebsmoduls, das kurz vor der Landung abgeworfen wird. Die Raumfahrer landen mit dem Wohnmodul auf dem Mond, führen dort wissenschaftliche Untersuchungen durch und starten dann wieder in die Mondumlaufbahn. Nach der Ankoppelung an das Raumschiff steigen die beiden wieder um, die Landefähre wird abgetrennt und – zumindest bei den ersten Missionen – auf dem Mond zum Absturz gebracht. Anschließend kehrt die Mannschaft wieder zur Erde zurück. Landung und Rückstart der Fähre sollen im Regelfall vollautomatisch ablaufen, unterstützt von der Kommunikations-, Navigations- und Fernerkundungskonstellation Elsternbrücke. Das Wohn- und Wiederaufstiegsmodul ist prinzipiell wiederverwendbar.
Am 31. August 2023 startete das Büro für bemannte Raumfahrt einen Wettbewerb, bei dem natürliche und juristische Personen Namensvorschläge für das bemannte Raumschiff der neuen Generation und die Mondlandefähre einreichen konnten.
Gleichzeitig wurde der offizielle Beginn des Bemannten Monderkundungsprogramms bekanntgegeben.
Am 15. September 2023 veröffentlichten Niu Ran (牛冉, * 1990), Zhang Guang (张光, * 1986) und Zhang Peng (张鹏, * 1981), die sich beim Zentrum für Projekte und Technologien zur Nutzung des Weltalls der Chinesischen Akademie der Wissenschaften mit der Monderkundung befassen,
eine vorläufige Liste mit 30 über den gesamten Mond verteilten Landestellen, die technisch erreichbar und von wissenschaftlichem Interesse wären.

### Aufbau der Landefähre

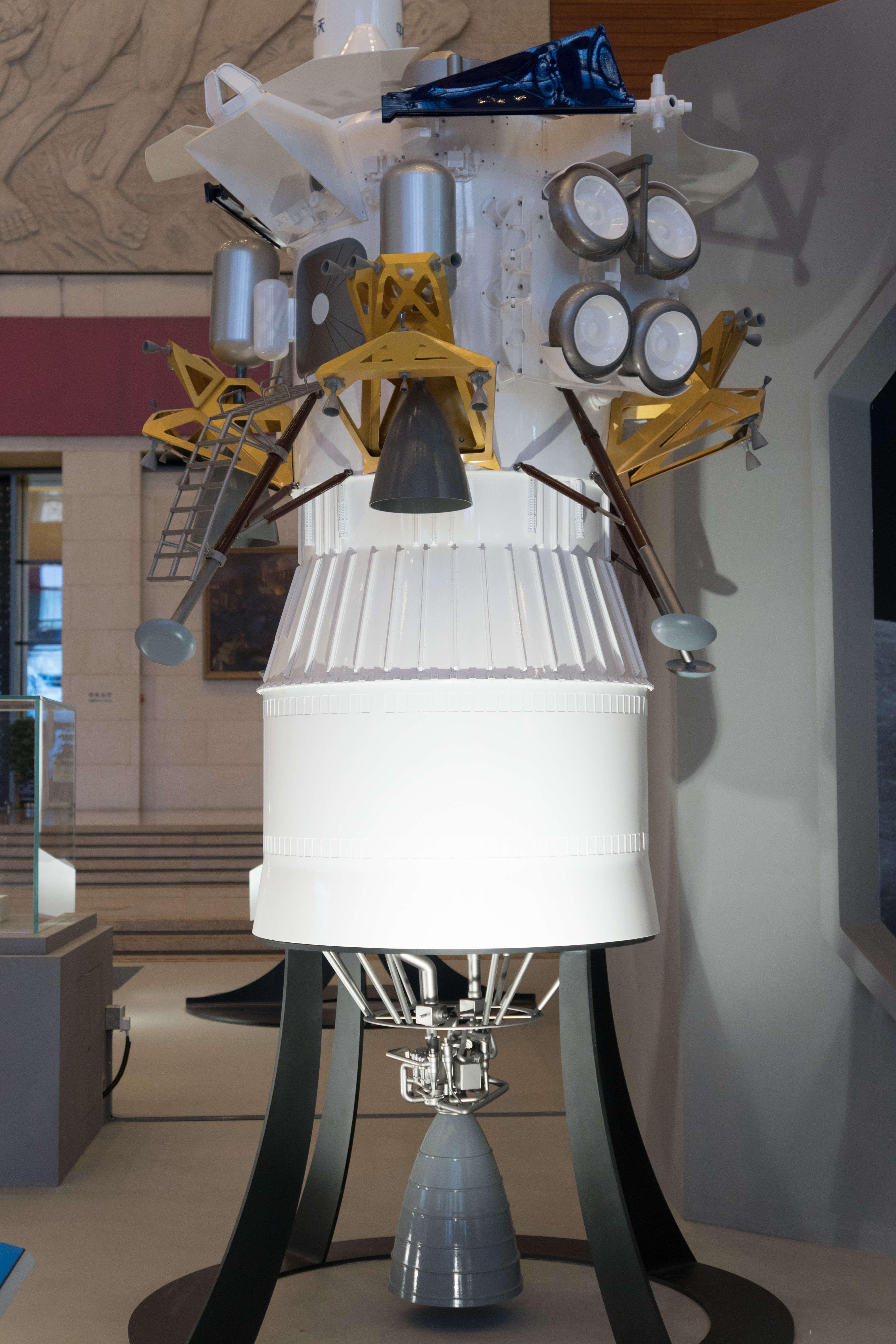
Modell der Landefähre im Chinesischen Nationalmuseum, rechts oben ein zusammengfalteter Rover.

Die für die ersten Landungen ab 2030 vorgesehene Fähre besitzt vier im Prinzip vom Chang’e-3-Bus übernommene Haupttriebwerke vom Typ YF-36G mit einer zwischen 1,5 kN und 7,5 kN regelbaren Schubkraft. Die Triebwerke verwenden Methylhydrazin als Treibstoff sowie eine Mischung von 97 % Distickstofftetroxid und 3 % Stickstoffmonoxid, auch bekannt als „MON3“, als Oxidator.
Anders als bei den unbemannten Sonden sind die vier Haupttriebwerke schwenkbar und erlauben, falls es während des Abstiegs zu Problemen kommt, einen Abbruch des Landevorgangs und Wiederaufstieg. Die Triebwerke sind nicht, wie einst bei der Apollo-Mondlandefähre, unterhalb des Wohnmoduls angeordnet, sondern an auf halber Höhe ansetzenden, auskragenden Gitterträgern. Dadurch liegt der Schwerpunkt der Fähre relativ niedrig, sie hängt in der letzten Landephase wie ein Pendel zwischen den Triebwerken, was ihr eine gute Stabilität verleiht. Zusammen mit den ebenfalls außen rund um das Wohnmodul angeordneten Treibstoff- und Heliumtanks – letztere für die Druckgasförderung der Triebwerke – bietet diese Anordnung der Mannschaft durch die Masse der Komponenten auch einen gewissen Schutz vor radioaktiver Strahlung.
Die relativ hohe Anordnung der Triebwerke bedeutet auch, dass die Düsen nicht auf dem Boden aufschlagen und beschädigt werden können, wenn die Stoßdämpfer beim Aufsetzen auf den Mond nachgeben.
Bei den auf dem Chang’e-3-Bus basierenden Sonden wird das YF-36-Triebwerk drei Meter über dem Boden abgeschaltet und der Rest der Strecke im freien Fall zurückgelegt, damit die ausströmenden Verbrennungsgase nicht zu viel Staub aufwirbeln. Der feine Mondstaub ist durch den Sonnenwind elektrostatisch aufgeladen und könnte sonst den Lander beschädigen.
Zusätzlich zu den Haupttriebwerken besitzt die Fähre 28 Lageregelungstriebwerke:
- Schubkraftvektor in selber Richtung wie Haupttriebwerke: 4 × 25 N und 8 × 250 N
- Schubkraftvektor entgegengesetzt zu Haupttriebwerken: 4 × 25 N
- Rotation um die Gierachse: 4 × 250 N
- Rotation um die Querachse: 4 × 250 N
- Rotation um die Längsachse: 4 × 250 N

Das Triebwerk des in der letzten Phase des Landeanflugs abgeworfenen Antriebsmoduls besitzt eine Schubkraft von 80 kN. Für die Stromversorgung besitzt die Landefähre zwei hochklappbare Solarmodule, die, ähnlich wie bei der Asteroidensonde Tianwen-2, aus Kreissegmenten bestehen, die zu Scheiben entfaltet werden wie ein Fächer.

### Nutzlasten der Landefähre
Am 17. Juli 2023 veröffentlichte das Büro für bemannte Raumfahrt einen Aufruf für Nutzlasten, die bei der ersten, noch unbemannten Landung sowie bei den folgenden bemannten Landungen von der Landefähre transportiert werden sollen. Wegen der einfacheren Temperaturregelung würde es das Büro für bemannte Raumfahrt gerne sehen, wenn die Experimente nicht bis in die Mondnacht hinein dauern würden, dies ist jedoch verhandelbar. Alle Nutzlasten sollen außerhalb der Fähre eingesetzt werden und müssen daher der starken Strahlenbelastung (mit 57 μSv/h doppelt so hoch wie in einer erdnahen Umlaufbahn), dem elektrostatisch aufgeladenen Mondstaub etc. standhalten können. Neben astrophysikalischen Forschungen können die Nutzlasten auch der Technologieerprobung zum Aufbau einer Mondbasis (inklusive Biowissenschaften) sowie der Erkundung und Nutzung von örtlichen Ressourcen dienen.
Eine unbemannte Probelandung im Zentrum der Mondvorderseite bei 10° nördlicher Breite und 0° Länge, kombiniert mit einer bemannten Umkreisung, ist für den 25. April 2029 vorgesehen, einen Tag nach dem chinesischen Tag der Raumfahrt. Hierfür muss die Landefähre am 27. November 2028 gestartet werden. Sie wird zunächst in einen um 171° zum Äquator geneigten, stark elliptischen Parkorbit von 200 × 5000 km gebracht, wo sie ohne weiteren Treibstoffverbrauch 139 Tage verweilt. Danach wird das bemannte Raumschiff gestartet und gleichzeitig die Umlaufbahn der Landefähre in einen kreisförmigen Rendezvous-Orbit von 200 km Höhe über der Mondoberfläche verwandelt, wo das Raumschiff probeweise an die Fähre ankoppelt. Anschließend koppelt die Fähre ab, landet autonom auf dem Mond und startet drei Tage später für ein erneutes Koppelmanöver in die Umlaufbahn.
Für diese unbemannte Landung stehen insgesamt 260 kg in einem Volumen von 1,81 × 1,51 × 0,93 m für eines oder mehrere Geräte zur Verfügung, die nach der Landung von der Fähre robotisch ausgesetzt werden. Solange die Geräte mit der Fähre verbunden sind, steht ihnen bis zu 450 W elektrische Leistung zur Verfügung, sie können mit bis zu 10 Mbit/s Daten zur Erde funken. Bei der unbemannten Landung soll auch ein maximal 290 kg schweres, mobiles Bohrgerät mit denselben Außenmaßen mitgeführt werden, das mindestens 10 m in die Tiefe bohren, einen unversehrten Bohrkern dieser Länge unter Beibehaltung der Schichtenabfolge entnehmen, in einem Transportbehälter unterbringen und diesen luftdicht versiegeln kann. Anschließend soll das Gerät in dem Bohrloch Messungen zu Temperatur, Magnetfeld und seismischer Aktivität durchführen.
Bei den bemannten Landungen ab 2030 können Forschungsinstitute, Universitäten, Behörden sowie staatliche und private Hochtechnologiefirmen pro Mission Nutzlasten im Gesamtgewicht von bis zu 60 kg und einem Volumen von 98 × 80 × 55 cm mit zum Mond fliegen lassen. Zwei Nutzlasten im Gesamtgewicht von 50 kg und einem Gesamtvolumen von 55 × 32 × 30 cm können wieder mit zurück zur Erde genommen werden. Für diese Nutzlasten, die auch von Raumfahrern manuell ausgesetzt werden können, steht eine durchschnittliche elektrische Leistung von 100 W und eine kurzzeitige Spitzenleistung von 500 W zur Verfügung.

### Mondrover
Im April 2023 wurde von der Chinesischen Akademie für Weltraumtechnologie und der Jilin-Universität in Changchun ein erstes Konzept eines Rovers für zwei Personen mit einem mitführbaren Rettungsfahrzeug (ebenfalls für zwei Personen) vorgestellt.
Dieses 200 kg schwere, zusammenfaltbare Gefährt kann die beiden Raumfahrer bis zu 10 km weit transportieren. Zusätzlich startete das Büro für bemannte Raumfahrt
am 29. Mai 2023 eine öffentliche Ausschreibung für einen Rover, an der nicht nur staatliche Einrichtungen, sondern auch Privatfirmen teilnehmen konnten, die eine mindestens zweijährige Geschäftstätigkeit, die entsprechenden Entwicklungs- und Produktionseinrichtungen sowie ausreichend Eigenkapital vorweisen konnten. Der Rover musste nicht nur zwei Raumfahrer transportieren, sondern auch über Kommunikations- und Navigationssysteme verfügen sowie wissenschaftliche Instrumente, Werkzeug und Bodenproben transportieren können.
Nach der Veröffentlichung der Ausschreibungsbedingungen hatten sich gut 40 Automobilhersteller, Hochschulen und Forschungseinrichtungen zu 14 Entwicklergruppen zusammengeschlossen. Davon konnten 11 Gruppen die für die Auswahl zuständige Expertenkommission überzeugen und wurden aufgefordert, ihre Konzepte im Detail auszuarbeiten.
Als Beispiel sei hier der Kaiserliche Mondwagen (望舒之辇, Pinyin Wàngshū zhī Niǎn) genannt, ein Kooperationsprojekt der Fakultät für Luft- und Raumfahrttechnik der Tsinghua-Universität, wo man bereits seit 2017 an Konzepten für Mondrover arbeitet, und der China Space Sanjiang Group Corporation, die in ihrem Tochterunternehmen Wanshan Special Vehicle unter anderem Elektrobusse und mit Brennstoffzellen angetriebene Lastwagen herstellt. Der Kaiserliche Mondwagen, der seine Inspiration von einem Bronzemodell eines ähnlichen Wagens im Mausoleum Qin Shihuangdis bezog, wird in zusammengefaltetem Zustand transportiert. Er besitzt sechs einzeln angetriebene Räder, wobei die vorderen und die hinteren beiden Räder, die wesentlich kleiner sind als das mittlere Radpaar, lenkbar sind. Die Sitzposition der Raumfahrer ist bei diesem Modell erhöht, was neben einer guten Sicht den Vorteil hat, dass sie die Beine des mit 40 kPa Innendruck relativ steifen Raumanzugs weniger abknicken müssen. Wegen des hohen Schwerpunkts besitzt der Rover einen Überrollbügel, auf dem ein  mit Solarzellen besetztes Dach befestigt ist, das neben der Stromerzeugung die Raumfahrer und elektronischen Komponenten vor der während des Mondtags sehr starken Sonneneinstrahlung schützt (man geht von einem Einsatz bei Oberflächentemperaturen von bis zu 128 °C aus). Der Rover kann sowohl von Hand gesteuert werden, als auch autonom fahren und, falls beide Raumfahrer bewegungsunfähig sein sollten, diese selbstständig zur Landefähre zurückbringen.

### Zukünftige Entwicklung
Bei dem für die fernere Zukunft angedachten Modell der Landefähre ist das Antriebsmodul fest mit dem Wohnmodul verbunden. Dort besteht das Antriebsmodul im Prinzip aus einem großen Tank für 17,14 t Treibstoff – flüssiger Sauerstoff und flüssiger Wasserstoff, der eines Tages vor Ort auf dem Mond erzeugt werden könnte – was der Fähre ein Startgewicht von 24,29 t verleiht. Sie könnte somit von der CZ-10 problemlos ins All gebracht werden. Der Landevorgang ist ähnlich wie bei der ersten Version der Fähre: in einer Höhe von 15 km über der Mondoberfläche zündet das Haupttriebwerk, hier eine überarbeitete Version des von der 2. Stufe der Changzheng 5 übernommenen YF-75D mit in einem großen Bereich regelbarer Schubkraft. Die Fähre bremst auf einer parabelförmigen, zur Mondoberfläche geneigten Bahn, bis sie sich in 1 km Höhe waagrecht legt und mit den senkrecht zur Längsachse angeordneten Landetriebwerken mit einer Restgeschwindigkeit von 1 m/s auf dem Mond aufsetzt. Beim Rückflug kippt die Fähre, nachdem sie waagrecht abgehoben hat, bereits in einer Höhe von 200 m in eine vertikale Position und zündet ihr Haupttriebwerk. Bei dieser Fähre denkt man auch daran, sie für einen Pendelverkehr zwischen Erdorbit und Mond zu verwenden.

## Basis für Erprobung und Popularisierung der Erschließung und Nutzung lunarer Ressourcen
Anfang Januar 2021 begann das Büro für bemannte Raumfahrt mit den konkreten Planungen für die bemannte Erkundung des Mondes.
Dies hat zunächst nichts mit der von der Nationalen Raumfahrtbehörde Chinas vorangetriebenen robotischen Internationalen Mondforschungsstation zu tun, die eine primär wissenschaftliche Ausrichtung hat. Auch die CMSA gedenkt jedoch, zur Suche nach Bodenschätzen Roboter einzusetzen, außerdem natürlich das am Chinesischen Raumfahrer-Ausbildungszentrum in Entwicklung befindliche Bemannte Mobile Mondlabor.
Um diese Geräte, ebenso wie die Wohnmodule der Raumfahrer, in einer mondähnlichen Umgebung erproben zu können, schloss das Büro für bemannte Raumfahrt am 13. Juli 2021 ein Kooperationsabkommen mit der Stadtregierung von Yulin im Norden der Provinz Shaanxi. Die Stadtregierung gestattet der CMSA, im Kreis Jingbian am Rande der Mu-Us-Wüste eine entsprechende Einrichtung aufzubauen. Während der später unter dem Namen „Zhurong“ bekannt gewordene Mars-Rover an einem Ort in Xinjiang mehr oder weniger im Geheimen getestet wurde, soll die Basis der CMSA, um den örtlichen Tourismus zu fördern, in Teilen auch für Besucher zugänglich sein. Daher lautet ihr offizieller Name „Basis für Erprobung und Popularisierung der Erschließung und Nutzung lunarer Ressourcen“ (月球资源开发利用实验与科普基地).